# Arado Ar 197
Die Arado Ar 197 war ein einsitziges, trägergestütztes Jagdflugzeug in Doppeldeckerkonfiguration von Arado.

## Entwicklung
Entwickelt wurde das Flugzeug von Walter Blume ab März 1936 für den im Bau befindlichen deutschen Flugzeugträger Graf Zeppelin auf der Grundlage der Arado Ar 68H, dem ersten Flugzeugtyp von Arado mit geschlossenem Cockpit. Deren Zelle wurde lediglich für Trägerlandungen optimiert sowie das Fahrwerk absprengbar gestaltet, um Wasserlandungen zu erleichtern. Zusätzlich wurden ein Landehaken und Katapultbeschläge angebracht.
Als Antrieb wurde für die V1 (D-ITSE) ein wassergekühlter V-Motor Daimler-Benz DB 600 mit 910 PS sowie für die V2 (D–ITZO) ein Sternmotor BMW 132 J mit 815 PS und für die V3 (D–IVLE) ein Sternmotor BMW 132Dc mit 880 PS eingebaut. Die V3 erhielt ferner einen externen Zusatztank und eine Bewaffnung aus zwei 20-mm-MG FF und zwei 7,9-mm-MG 17. Es konnten vier 50-kg-SC50-Bomben unter den Tragflächen mitgeführt werden.
Obwohl die Flugleistungen eines Doppeldeckers bereits seit 1937 als ungenügend galten, wurde die Situation für trägergestützte Flugzeuge anders eingeschätzt. Hier sind primäre Anforderungen niedrige Landegeschwindigkeit, kurze Lande- und Startstrecke, hohe Reichweite und vor allem Robustheit. Deshalb wurde die Ar 197 nicht völlig fallen gelassen, als bereits die Trägervariante Bf 109T zur Verfügung stand, die aber als leichtes Hochleistungsflugzeug an sich für den Trägereinsatz auf hoher See ungeeignet war. Letztlich scheiterte das Projekt eines Trägerjägers an unterschiedlichen Ansichten von Marine und Luftwaffe: Die Marine lehnte die Bf 109T als ungeeignet ab, hatte aber andererseits kein klares Anforderungsprofil. Die Luftwaffe wollte sich nicht vorstellen, einen ganz eigenen Typ entwickeln zu lassen, sondern akzeptierte nur angepasste aber vorhandene Typen. Sie hielt an der Vorstellung eines Hochleistungsjägers fest. Zeitweilig sollte die Lösung die Me 155 sein, eine Vorstufe des späteren Höhenjägerprojekts mit größeren Tragflächen und einem nach innen einziehbaren breitspurigen Fahrwerk.
Zu einer Serienfertigung der Ar 197 kam es nicht, da die Graf Zeppelin nie fertiggestellt wurde. Die Träger-Prototypen und eine Kleinserie von Bf 109T wurden wieder in landgestützte Jäger zurückgebaut.
Von der Ar 197 wurden drei Prototypen (W.-Nr. 2071–2073) sowie eine Nullserie von mindestens elf Flugzeugen bis April 1940 gebaut.

## Technische Daten

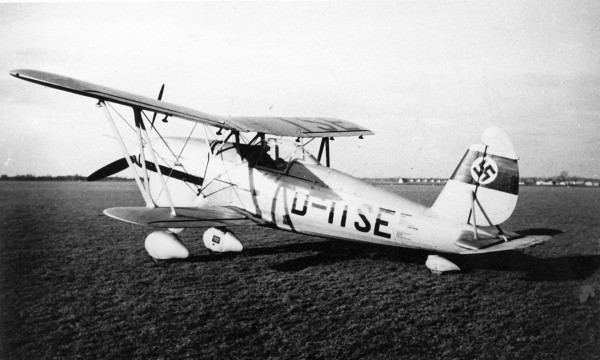
Ar 197 V1 mit Reihenmotor DB 600

| Kenngröße             | Daten (Ar 197 V2)                                                     |
| --------------------- | --------------------------------------------------------------------- |
| Besatzung             | 1                                                                     |
| Länge                 | 9,20 m                                                                |
| Spannweite            | 11,00 m                                                               |
| Höhe                  | 3,60 m                                                                |
| Flügelfläche          | 27,80 m²                                                              |
| Flügelstreckung       | 4,4                                                                   |
| Flächenbelastung      | 87,40 kg/m²                                                           |
| Leistungsbelastung    | 2,98 kg/PS                                                            |
| Flächenleistung       | 29,30 PS/m²                                                           |
| Leermasse             | 1800 kg                                                               |
| Zuladung              | 625 kg                                                                |
| Startmasse            | 2425 kg                                                               |
| Triebwerk             | 1 × Neunzylinder-Sternmotor BMW 132 J, 815 PS (ca. 600 kW)            |
| Höchstgeschwindigkeit | 400 km/h in 2500 m Höhe 370 km/h in 6000 m Höhe                       |
| Marschgeschwindigkeit | 354 km/h in 2500 m Höhe 320 km/h in 6000 m Höhe                       |
| Landegeschwindigkeit  | 95 km/h                                                               |
| Steigzeit             | 5,3 min auf 4000 m Höhe 9,3 min auf 6000 m Höhe                       |
| Dienstgipfelhöhe      | 9200 m                                                                |
| Reichweite            | 695 km in 6000 m Höhe                                                 |
| Bewaffnung            | 2 × MG FF (je 60 Schuss), 2 × MG 17 (je 500 Schuss), 4 × 50-kg-Bomben |